# Sanah
Sanah (zapis stylizowany: sanah), właśc. Zuzanna Irena Grabowska z domu Jurczak (ur. 2 września 1997 w Warszawie) – polska piosenkarka, skrzypaczka, autorka tekstów i kompozytorka, wykonująca muzykę z pogranicza indie pop, pop, synth pop, poezji śpiewanej, dance pop i art pop.
Pseudonim „sanah” powstał po skróceniu angielskiej wersji pierwszego imienia piosenkarki – Susannah (po polsku „Zuzanna”). Przedtem występowała pod pseudonimem „Ayreen” (po polsku „Irena”), pochodzącym od jej drugiego imienia.

## Życiorys

### Dzieciństwo, edukacja i rodzina
Ma sześcioro rodzeństwa. Jej matka jest z zawodu lekarzem weterynarii (studiowała weterynarię na Wydziale Medycyny Weterynaryjnej w Szkole Głównej Gospodarstwa Wiejskiego w Warszawie), natomiast jej ojciec pracuje jako partner zarządzający Działem Usług Księgowych i Płacowych w międzynarodowym koncernie. Od dzieciństwa Sanah mieszka w Starych Babicach (powiat warszawski zachodni).
Naukę w szkole muzycznej rozpoczęła w wieku sześciu lat; w siódmym roku życia zaczęła naukę gry na skrzypcach, a w piątej klasie szkoły podstawowej – na fortepianie. W latach 2004–2013 uczęszczała do Zespołu Państwowych Ogólnokształcących Szkół Muzycznych im. Grażyny Bacewicz w Warszawie. W tym okresie została laureatką przesłuchania do kwartetu kameralnego w ZPOSM. Przez trzy następne lata uczyła się w Ogólnokształcącej Szkole Muzycznej II stopnia im. Zenona Brzewskiego w Warszawie. W czerwcu 2019 obroniła pracę licencjacką w klasie skrzypiec na Uniwersytecie Muzycznym Fryderyka Chopina w Warszawie. W czerwcu 2021 na tej samej uczelni uzyskała magisterium w zakresie instrumentalistyki.

### Początki kariery muzycznej
Kilkukrotnie brała udział w przesłuchaniach do programu The Voice of Poland. Występowała również w polskiej i brytyjskiej wersji Got Talent (Mam talent! i Britain’s Got Talent), jednak nie osiągnęła w nich sukcesu. W 2014 zaczęła umieszczać autorskie utwory w serwisach YouTube i Periscope. Nagrania publikowała jako Zuzia Jurczak. Pierwsze znane autorskie utwory artystki to: „It Is Right” (wykonane w 2017 jako „Alone”), „Heartbreak”, „I’m Stolen” oraz „Za mała”. Po podpisaniu kontraktu muzycznego z wytwórnią Magic Records z pomocą Andrzeja Puczyńskiego usunęła wszystkie wcześniejsze piosenki z YouTube’a.
Wystąpiła w segmencie artystycznym na konferencji TEDxYouth@Warsaw. W 2015 dostała się do gali finałowej 10. Festiwalu Piosenki Dziecięcej i Młodzieżowej „Ten Ton” z utworem „Poranne łzy”. Jej wykonanie znalazło się w albumie pt. Ten Ton – Piosenki Wojciecha Młynarskiego. W 2015 wystąpiła także na Festiwalu Piosenki Anny German w Ciechocinku (wykonała tam utwór „Jest taka droga”) oraz uczestniczyła w Blue Note Poznań Competition 2015.
28 lutego 2016 zagrała na skrzypcach na Koncercie Dyplomantów Ogólnokształcącej Szkoły Muzycznej II st. im. Zenona Brzewskiego w Zespole Państwowych Szkół Muzycznych Nr 1 „Młodzi Wirtuozi w Zamku Królewskim”. Również w 2016 zakwalifikowała się z utworem „Rehab” do półfinału konkursu International Songwriting Competition w dwóch kategoriach: Pop/Top 40 oraz Unpublished. Jako singel piosenkę wydała 28 kwietnia 2017 przez wytwórnię Serio Records; Jurczak przybrała wtedy pseudonim Ayreen. Było to jedyne wydawnictwo muzyczne artystki pod tym pseudonimem. Następnie zawiesiła karierę na jeden rok.

## Kariera muzyczna z Magic Records

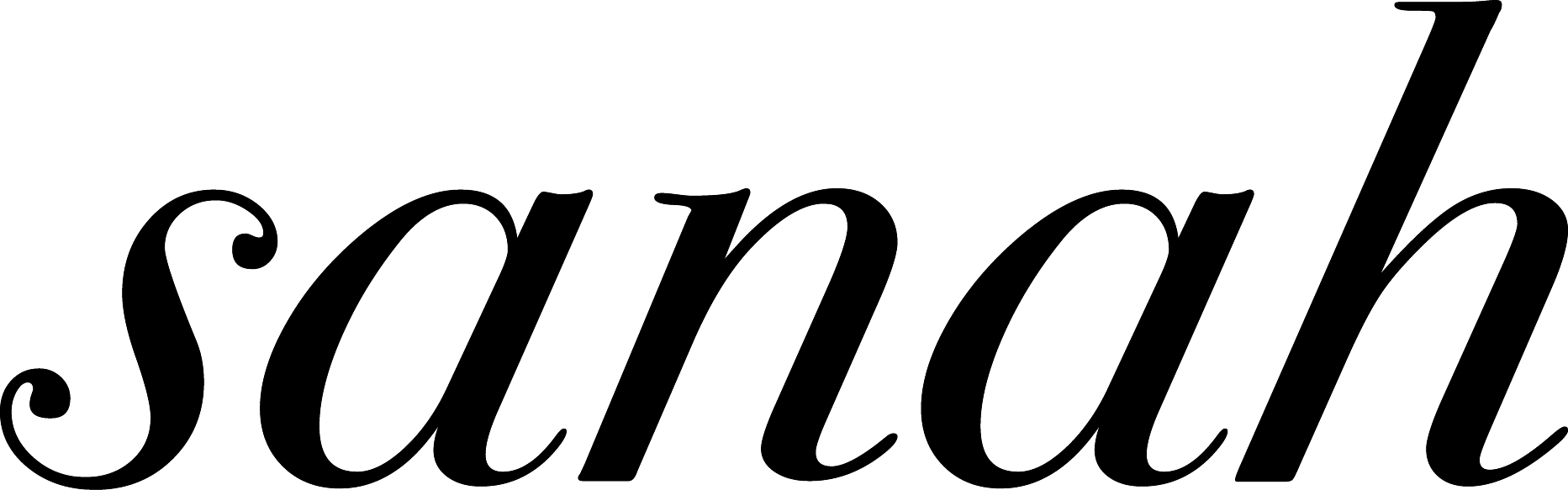
Logo Sanah (od 2019; od minialbumu ja na imię niewidzialna mam)

W marcu 2019 (już jako Sanah) nagrała partie wokalne w utworze „Rich in Love” Matta Duska, który znalazł się na pierwszym miejscu listy Spotify Viral Top50, a z jej coverem występował Dawid Podsiadło. We wrześniu 2019 opublikowała singel „Idź”, który znalazł się na pierwszym miejscu playlisty Vevo DSCVR New Music Poland. 11 października wydała minialbum pt. ja na imię niewidzialna mam, który trafił na trzecią pozycję listy sprzedaży OLiS.
W styczniu 2020 opublikowała singel „Szampan”, którym zapowiadała premierowy album studyjny. Również w styczniu została nominowana w trzech kategoriach do nagrody muzycznej „Fryderyk”. W maju wydała album pt. Królowa dram, który w pierwszym tygodniu po premierze znalazł się na szczycie listy sprzedaży OLiS. 10 maja opublikowała film w ramach akcji Hot16Challenge, do której została nominowana przez rapera Zeusa. 6 września wystąpiła z utworem „No sory” na 52. Krajowym Festiwalu Piosenki Polskiej w Opolu. Piosenką zapowiadała swój drugi minialbum pt. Bujda, który wydała 23 października 2020, a także trasę koncertową #NoSory Tour. W październiku opublikowała teledysk do singla „Pożal się Boże”, również zwiastującego Bujdę. W tym samym miesiącu wydała także tytułowy singel z minialbumu oraz utwór „Duszki”, a także opublikowała teledysk do utworu „Oczy”. W grudniu ogłoszono, że była najczęściej odtwarzaną artystką w Polsce w 2020 na serwisie Spotify, ponadto wystąpiła gościnnie w finale 11. edycji The Voice of Poland z utworami „Szampan” oraz „No Sory”. 11 grudnia wydała singel promocyjny „Invisible Dress (Maro Music x Skytech Remix)”, który dotarł do szóstego miejsca w notowaniu AirPlay – Top oraz znalazł się na wielu polskich radiowych listach przebojów. Był to także pierwszy singel artystki, który osiągnął sukces międzynarodowy, dostając się do listy streamingowego serwisu iTunes we Włoszech, gdzie był odtwarzany w ponad 10 stacjach radiowych. 31 grudnia 2020 jej utwór „Szampan” wygrał coroczną sylwestrową listę przebojów Gorąca 100 emitowaną w Radiu Eska.

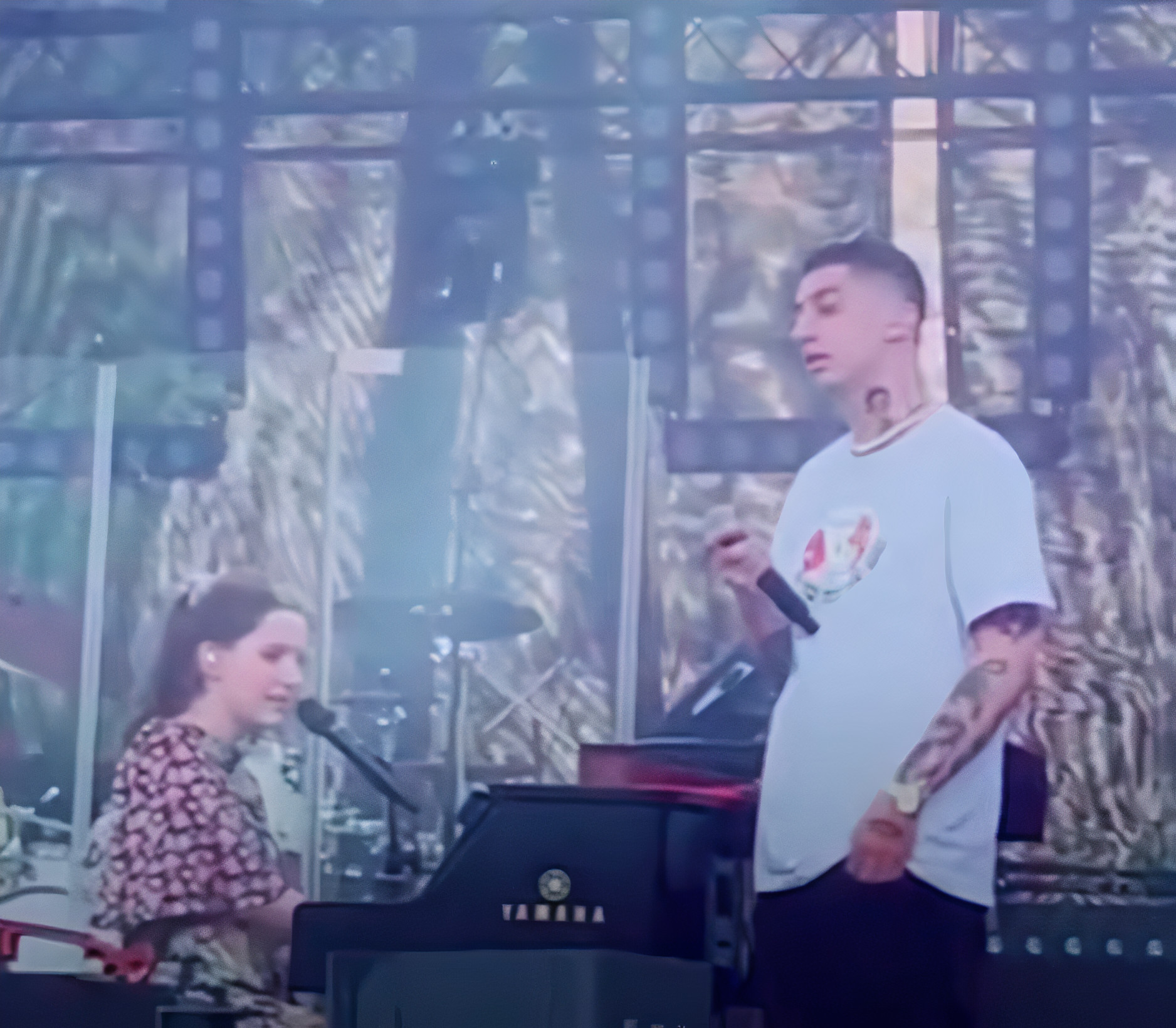
Sanah i Sobel (2021)

14 stycznia 2021 wraz z Vito Bambino wydała singel „Ale jazz!”. Do utworu powstał także teledysk nagrany w Teatrze Buffo i opublikowany tego samego dnia. 31 stycznia wystąpiła na 29. finale Wielkiej Orkiestry Świątecznej Pomocy w Rawie Mazowieckiej. Również w 2021 została nominowana do Nickelodeon Kids’ Choice Awards w kategorii Ulubiona Polska Gwiazda. 9 lutego wystąpiła z Igorem Walaszkiem na gali wręczenia Bestsellerów Empiku 2020, na której odebrała nagrodę za wygraną w kategorii „Muzyka pop/rock” (za album Królowa dram); była także nominowana do kategorii „Streaming” z utworami „Szampan” oraz „Melodia”. Następnie wydała singel „2:00”. 23 kwietnia wydała „Heal Me”, który jest anglojęzyczną wersją utworu „Ale jazz!”. Singel zawiera oryginalną wersję „Heal Me” oraz remiks w wykonaniu duetu niemieckich DJ – Lizot. Do utworu powstały dwa teledyski w reżyserii Michała Pańszczyka: do oryginału oraz remiksu duetu Lizot. Irenkę zapowiadały także single: „Etc. (na disco)”, „Etc.” i „Ten stan”, sam album ukazał się 7 maja 2021 i dotarł na szczyt Oficjalnej Listy Sprzedaży oraz okazał się też najczęściej kupowanym wydawnictwem w pierwszym półroczu 2021 we wszystkich województwach według sieci sklepów Empik. Do wszystkich utworów oprócz „Warcabów” zostały zrealizowane teledyski. Już dzień po opublikowaniu krążka w notowaniu 200 najpopularniejszych utworów w serwisie Spotify aż 25 zajmowały utwory Sanah. Podobnie było w liście Apple Music (23 na 100 utworów). 12 czerwca został opublikowany trzeci minialbum Sanah pt. Invisible EP jedynie w formacie płyty winylowej. 26 czerwca piosenkarka zaśpiewała utwory „Szampan” i „No sory” na Polsat SuperHit Festiwalu 2021, na którym została nagrodzona tytułami „Najlepszego debiutu roku” i „Talentu roku”. 5 sierpnia 2021 wystąpiła z utworem „2:00” na gali wręczania nagród Fryderyki 2021, na której odebrała statuetkę za Album roku pop, ponadto była nominowana do zdobycia nagrody jeszcze w czterech kategoriach.
W sierpniu 2021 wzięła udział w akcji promocyjnej „Wszystko mi mówi” Tymbarku, a na potrzeby tego przedsięwzięcia wraz z Vito Bambino, zespołem Kwiat Jabłoni i Arturem Rojkiem nagrali teledysk, w którym zaśpiewali swoje wersje utworu Skaldów „Wszystko mi mówi, że mnie ktoś pokochał”. Ponadto w tym samym miesiącu w rozgłośniach radiowych zaczął być grany jej utwór „Ten stan”, który stał się singlem numer 1 w Polsce. 13 października Sanah opublikowała singel „Cześć, jak się masz?” stworzony z Soblem na potrzeby kampanii Mastercard Music. Do utworu powstał teledysk, który w trakcie pierwszego dnia osiągnął 1 mln wyświetleń. 31 października Sanah wyruszyła w ogólnopolską trasę koncertową pt. Kolońska i szlugi Tour, na której promowała album Irenka i która obejmowała występy w ok. 20 miastach. Wydała też dwa single: „Kolońska i szlugi” oraz inną wersję tego samego utworu – „Kolońska i szlugi (do snu)”. Powstał do nich wspólny teledysk w reżyserii Sanah oraz Michała Pańszczyka. 31 grudnia 2021 jej utwór z Vito Bambino „Ale Jazz!” wygrał Gorącą 100 Radia Eska, stając się drugim jej utworem (po „Szampanie”), który wygrał ten plebiscyt.

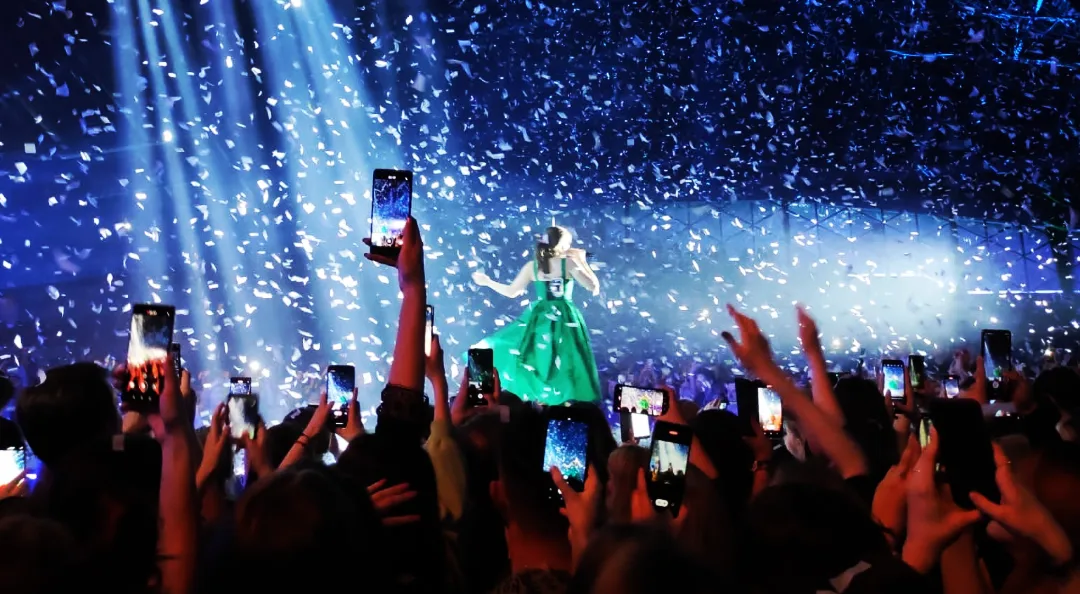
Sanah podczas trasy Uczta Tour (2022)

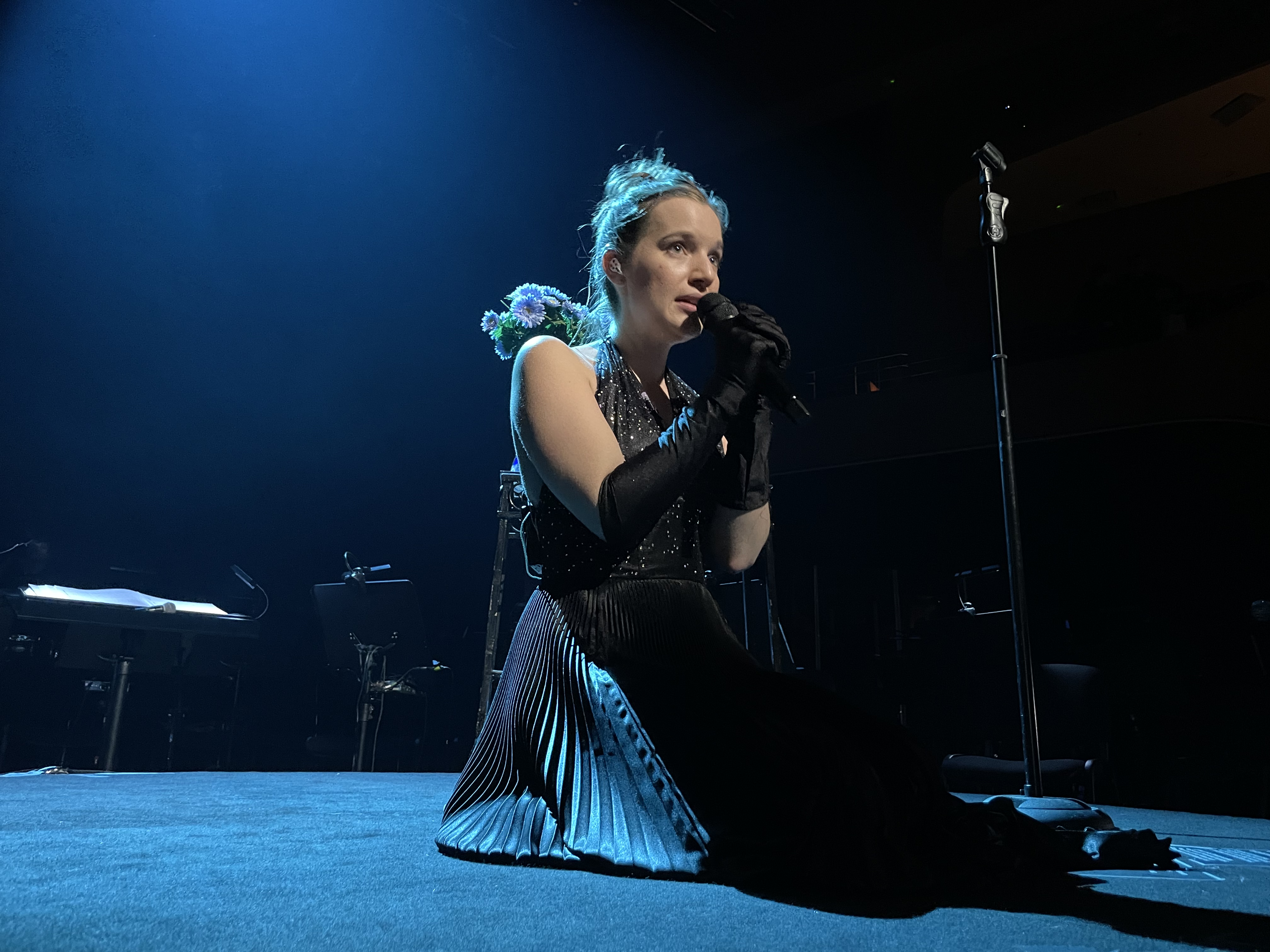
Sanah podczas trasy Bankiet u sanah tour (2023)

W 2022 została nominowana w dwóch kategoriach do Bestsellerów Empiku, ostatecznie zwyciężyła w kategorii „Muzyka pop/rock” z albumem Irenka, a na gali wręczeniu nagród zaśpiewała piosenkę „Kolońska i szlugi”. 7 marca wydała singiel „Mamo tyś płakała”, który nagrała z Igorem Herbutem w celu charytatywnym, a cały przychód zasilił konto Stowarzyszenia Siemacha i został przekazany na pomoc dzieciom – ofiarom rosyjskiej inwazji na Ukrainę. Kolejnym singlem promującym album Uczta był „Szary świat”, nagrany wspólnie z zespołem Kwiat Jabłoni i opublikowany 17 marca. Następnymi singlami były kolejno: „Czesława” z Natalią Grosiak, „Tęsknię sobie” z Arturem Rojkiem, „Audi” z Miętha, „Sen we śnie” z Grzegorzem Turnauem, „Baczyński (Pisz do mnie listy)” z Anią Dąbrowską, „Eldorado” z Darią Zawiałow, „Oscar” z Vito Bambino (Mateuszem Dopieralskim), „Ostatnia nadzieja” z Dawidem Podsiadło oraz „Święty Graal” w duecie z Ten Stan. 15 kwietnia wydała album Uczta, który niecałe dwa tygodnie po premierze osiągnął status złotej płyty, a po pół roku zdobył status diamentowej płyty, przekraczając liczbę 150 tys. egzemplarzy. 30 kwietnia rozpoczęła trasę koncertową Uczta Tour, znaną również jako Uczta u sanah, którą zakończyła 8 czerwca koncertem w Warszawie. 14 października wydała dziesięć kolejnych singli, każdy wzorowany na wierszach polskich wieszczów narodowych, m.in. Adama Mickiewicza, Wisławy Szymborskiej czy Adama Asnyka, a także utwór zawierający wiersz Edgara Allana Poego. Do każdego z singli zrealizowała teledysk w staropolskim klimacie. W listopadzie wydała album Sanah śpiewa poezyje zawierający wspomniane utwory, a także rozpoczęła trasę koncertową Bankiet u sanah, którą zakończyła w styczniu 2023. Jesienią wystąpiła w New Jersey; przed wyjazdem odwiedziła ambasadora USA w Polsce, Marka Brzezinskiego.
15 sierpnia 2023 zagrała koncert na Stadionie Śląskim w Chorzowie, inaugurujący trasę koncertową, która objęła również występ na Stadionie Narodowym im. Kazimierza Górskiego w Warszawie i Stadionie w Gdańsku. 19 lutego 2024 wydała singel „Hip hip hura!”, którym zapowiedziała swój nowy album. Kilka dni później poinformowała o adopcji hipopotama z Gdańskiego Ogrodu Zoologicznego. W kwietniu tego samego roku wydała singiel „Śrubka”, a 14 czerwca – album pt. Kaprysy, który znalazł się na 1. miejscu w notowaniu na liście OLiS.
W styczniu 2025 wypuściła singel „Eviva l’arte!”, który nagrała w duecie z Krzysztofem Zalewskim i w którym zawarta wiersz Kazimierza Przerwy-Tetmajera. Piosenką zapowiedziała album z kolejnymi kompozycjami opartymi na wierszach najwybitniejszych polskich poetów i poetek. W kolejnych tygodniach opublikowała kolejne single z płyty, które nagrała z Michałem Bajorem, Anną Marią Jopek, Melą Koteluk, Kubą Badachem, Zespołem Pieśni i Tańca „Mazowsze”, Natalią Szroeder, Grzegorzem Skawińskim, Katarzyną Nosowską, Alicją Majewską, Kasią Kowalską i Soblem. Premierę albumu pt. Dwoje ludzieńków zaplanowana na 16 maja 2025.

### MGS Publishing
W sierpniu 2022 wraz z wytwórniami Magic Records i Guesstimate stworzyła wydawnictwo płytowe Magic Guesstimate Sanah Publishing (w skrócie MGS) z siedzibą w Warszawie.

## Działalność pozamuzyczna
We wrześniu 2020 i marcu 2021 wzięła udział w kampanii reklamowej SmartDom Cyfrowego Polsatu. W sierpniu 2021 wystąpiła z fragmentem piosenki „Ten stan” w reklamie pod hasłem „Teraz Ty rządzisz!” promującą Polsat, Polsat Box oraz sieć Plus. W 2022 wystąpiła w kampanii reklamowej banku Crédit Agricole.

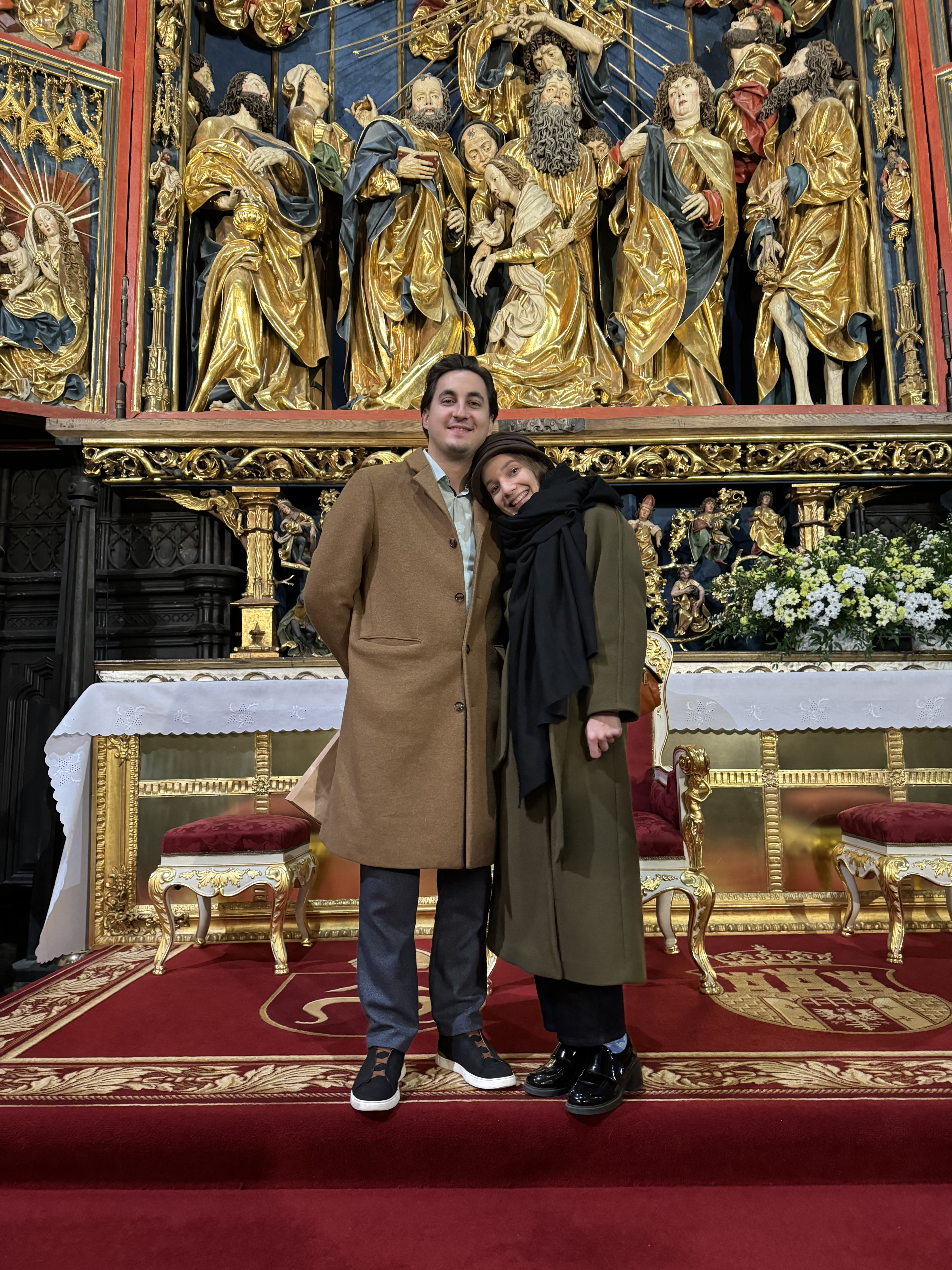
Sanah wraz ze Stanisławem Grabowskim (2024)

W 2022 wydała linię kabanosów z firmą Sokołów na potrzeby trasy koncertowej Uczta Tour. W 2023 wydała serię produktów spożywczych z firmą Żabka na potrzeby kampanii Uczta na Wynos oraz wystąpiła w spotach reklamowych tej sieci sklepów.
Od grudnia 2020 publikuje materiały w aplikacji TikTok, gdzie obserwuje ją ponad 300 tys. użytkowników, a pod nagraniami zebrała łącznie 1,3 mln polubień. 7 stycznia 2021 opublikowała na YouTube odcinek autorskiego programu pt. Będę Fit! Saturdaj Najt Szoł, w którym w komiczny sposób przedstawiła swoje przeżycia.

## Życie prywatne
W 2021 zaręczyła się ze Stanisławem Grabowskim, którego poślubiła 18 czerwca 2022. Wspólnie z Grabowskim nagrała utwór „Święty Graal”, zaangażowała go również do występu w teledyskach do utworów: „Kolońska i szlugi”, „Do * w sztambuch” i „Pocałunki”, poza tym zaśpiewała o nim w utworze „Ten Stan” (2020).

## Dyskografia
- Królowa dram (2020)
- Irenka (2021)
- Uczta (2022)
- Sanah śpiewa poezyje (2022)
- Kaprysy (2024)
- Dwoje ludzieńków (2025)

## Trasy koncertowe
| Rok       | Nazwa                  | Okres trwania                       | Miasta | Album                         | Źr.                     |
| --------- | ---------------------- | ----------------------------------- | --- | ----------------------------- | ----------------------- |
| 2020–2021 | NoSory Tour            | 3 listopada 2020 – 25 czerwca 2021  | Katowice, Szczecin, Wrocław, Bydgoszcz, Poznań, Bielsko-Biała, Częstochowa, Białystok, Radom, Toruń, Gorzów Wielkopolski, Kraków, Lublin, Rzeszów, Warszawa, Gdańsk, Łódź                                                                                             | Królowa dram                  | [ 152 ] [ 43 ] [ 52 ]   |
| 2021      | Kolońska i szlugi Tour | 31 października – 14 grudnia 2021   | Warszawa, Wrocław, Zgorzelec, Zielona Góra, Ostrów Wielkopolski, Wałbrzych, Kielce, Łódź, Kraków, Toruń, Poznań, Szczecin, Gdańsk/Sopot, Włocławek, Tarnów, Jastrzębie-Zdrój, Częstochowa, Nysa, Dąbrowa Górnicza, Ostrowiec Świętokrzyski, Puławy, Bydgoszcz, Kalisz | Irenka                        | [ 153 ] [ 105 ] [ 154 ] |
| 2022      | Uczta Tour             | 30 kwietnia – 8 czerwca 2022        | Gdańsk/Sopot, Poznań, Tarnów, Gliwice, Lublin, Toruń, Łódź, Kraków, Wrocław, Szczecin, Warszawa | Uczta                         | [ 155 ] [ 156 ]         |
| 2022–2023 | Bankiet u Sanah        | 4 listopada 2022 – 10 stycznia 2023 | Wrocław, Bielsko-Biała, Katowice, Poznań, Gdańsk, Warszawa, Kraków | Bankiet u Sanah               | [ 124 ]                 |
| 2023      | sanah w podróży        | 15 kwietnia – 27 kwietnia 2023      | Berlin, Dublin, Londyn, Paryż. (Nowy Jork, Los Angeles, Chicago – odwołane) | wszystkie                     | [ 157 ]                 |
| 2023      | Uczta nad ucztami      | 15 sierpnia – 22 września 2023      | Chorzów, Gdańsk, Warszawa | wszystkie                     | [ 158 ]                 |
| 2024      | Dansing                | 4 marca – 7 maja 2024               | Tarnów, Kraków, Gliwice, Gdańsk/Sopot, Toruń, Warszawa, Poznań, Wrocław, Łódź, Szczecin | wszystkie                     | [ 159 ] [ 160 ]         |
| 2024      | Poezyje i nie tylko    | 5 marca – 18 maja 2024              | Tarnów, Zabrze, Gdańsk, Toruń, Warszawa, Kraków, Poznań, Wrocław, Łódź, Szczecin, Rzeszów | Sanah śpiewa poezyje          | [ 161 ]                 |
| 2024      | Fajne Lato RMF: sanah  | 18 lipca – 28 września              | Koszalin, Poznań, Gorzów Wielkopolski, Opole, Nowy Sącz, Warszawa, Wrocław, Kraków, Kazimierz Dolny, Białystok, Sopot | wszystkie                     | [ 162 ] [ 163 ]         |
| 2024      | USA & Kanada           | 29 listopada – 21 grudnia           | Red Bank, Atlantic City, Nowy Jork, Toronto, Seattle, Portland, San Francisco, Palm Desert, Los Angeles | Can you love me for who I am? | [ 164 ]                 |
| 2025–2026 | sanah na stadionach    | 19 września 2025 – 14 sierpnia 2026 | Warszawa, Gdańsk, Poznań, Wrocław, Białystok, Kraków | wszystkie                     | [ 165 ] [ 166 ]         |